# دوشكو تشليكا
دوشكو تشليكا مواليد 18 أغسطس 1986 في جمهورية يوغوسلافيا الاشتراكية الاتحادية، هو لاعب كرة يد بوسني يلعب كظهير أيسر. يلعب حاليا مع دوبروجا سود كونستانتسا ويحمل الرقم 10. مثل منتخب البوسنة والهرسك لكرة اليد.

## سجل المنافسة
شارك في البطولات التالية:
- بطولة العالم لكرة اليد للرجال 2015

## الإنجازات
- الدوري الكرواتي لكرة اليد:
  - الفوز: 2014–15

## روابط خارجية
- دوشكو تشليكا على موقع الاتحاد الأوروبي لكرة اليد (الإنجليزية)